# Roberto Tierz
Roberto Tierz, nacido en Córboba (Argentina) en 1958, hijo de exiliados republicanos, llegó a Barcelona en 1970. Es músico (entre otras bandas de finales de los 70, fue miembro de la primera etapa de Los Rebeldes ), promotor cultural y dirige la sala Sidecar en Barcelona de la que fue fundador.
Ha estado al frente de Sidecar desde 1982, cuando junto a 3 socios abre una de las salas de música más innovadoras e influyentes de la ciudad donde antes había estado una barra americana. Destaca desde el inicio por la programación de actividades musicales y de muchas otras vertientes culturares: cine experimental, teatro, exposicions de còmic, recitales poéticos, videoarte, fotografía, pintura, etc. con principal énfasis en la contracultura y en las propuestas frescas e innovadoras.
Durante la segunda mitad de los años 80 y parte de los 90, Roberto Tierz, forma parte del equipo de Off Managers, empresa fundada por Quim Blanco con quien la codirige. Esta agencia de representación artística tenía entre sus representados a Aurelio y los Vagabundos, Sergio Makaroff, Freddy Nois, etc.
Roberto Tierz es un espectador activo de la transformación de la Plaza Real, que ha pasado del ambiente más canalla y marginal de hace unas décadas a ser uno de los lugares de visita obligada de la ciudad.
Del año 2000 hasta el 2014 presidió la Asociación de Amigos y Comerciantes de la Plaza Real, entidad que es uno de los elementos principales de la recuperación y dinamización de la zona. Destacando las propuestas culturales y la mediación entre los distintos colectivos del barrio Gòtic de Barcelona.
Actualmente sigue dirigiendo la sala Sidecar y ha escrito un libro sobre la historia de la sala y por extensión de la Barcelona de los últimos 40 años (Este no es el libro del Sidecar, 2023, 66RPM Ediciones).
El 31 de enero de 2024, la sala Sidecar se traspasó tras la jubilación de Roberto Tierz.Roberto, Tierz (30 de enero de 2024). «Los dos conciertos con los que la histórica Sala Sidecar se despide del público». epe.es. Consultado el 30 de enero de 2024.

## Premios y distinciones
Aparte de varios premios recibidos por la sala que dirige, entre otros Premio Altavoz, Premio ARC, Premio Time Out, en 2017 recibió a título personal, la Medalla de Honor de Barcelona, otorgada por el Ayuntamiento de la ciudad.